# Cyathea windischiana
Cyathea windischiana là một loài dương xỉ trong họ Cyatheaceae. Loài này được A.R. Sm. mô tả khoa học đầu tiên năm 2006.
Danh pháp khoa học của loài này chưa được làm sáng tỏ. 